# Marian Petry
Marian Petry (n. 4 august 1935, Câmpulung Muscel – d. 30 aprilie 2012, Câmpulung Muscel) – scriitor, profesor de literatură universală, pictor și grafician. Provine din familia nobiliară Petry. Tatăl scriitorului Cezar Petry și al graficianului Bogdan Petry.
În perioada liceului este elev al pictorului Donici, fapt care îl face să devină printre primii membri ai cenaclului „Donici“, având nenumărate expoziții atât în Câmpulung Muscel cât și în țară. De-a lungul timpului Marian Petry s-a remarcat ca un portretist foarte apreciat în cercurile profesioniștilor și ale satiricilor, în special.
De trei ori laureat al premiilor Uniunii Scriitorilor, nu i se onorează publicarea cărților premiate așa cum spunea legea. Este autorul mai multor cărți grafice „avant la lettre“ în spațiul românesc, cunoscute de prietenii de prestigiu din rândul scriitorilor bucureșteni.
A întreținut legături de mare prietenie cu causticul scriitor Mircea Pavelescu, era apreciat în mod deosebit de scriitorul Ion Marin Iovescu și considerat genial de către redutabilul pamfletar, organizator de festivaluri, concursuri literare și de teatru, Valentin Silvestru.
Era sfătuitorul literar al finului ironist Hulubei și al vitriolantei aforiste Rodica Toth. Îi plăcea compania boierilor: boemul Mihai Moșandrei, prințul Pantazie și Ion Marin Pavelescu, ce îi aduceau aminte de copilăria pierdută.

## Studii
- Școala Normală din Câmpulung Muscel (1942-1950)
- Liceul pedagogic „Carol I“ din Câmpulung Muscel (1950-1955)
- Facultatea de Filologie București, secția Limbi Slave (1956-1957)
- Școala de ofițeri de artilerie din Sibiu (1957-1961)
- Institutul de Artă Dramatică și Cinematografică (clasa Ion Finteșteanu)

## Activitate profesională
- Învățător în comuna Vlădești, județul Argeș, avându-l ca director pe tatăl actorului Mircea Diaconu, cu care leagă o lungă prietenie, peste ani viitorul actor de renume fiindu-i elev la Liceu. Acolo îi va cataliza acestuia o neașteptă dragoste pentru teatru (1955-1956);
- Învățător în București și student la Facultatea de Limbi Slave (1956-1957);
- Urmează o carieră militară la Școala Militară de la Sibiu, fiind detașat cultural în vederea regizării de piese teatrale în orașele Vatra Dornei, Cluj și București. La București, fiind împiedicat să urmeze cursurile obținute prin examen la clasa Ion Finteșteanu de la IATC, își dă demisia ieșind din rândurile armatei, deși ajunsese în doar cinci ani la gradul de căpitan la excepțional, prin brevetarea unor tehnici noi în topogrametria superioară și balistică antiaeriană (1957-1961);
- Câștigă examenul de intrare la Institutul de Arte Plastice „Nicolae Grigorescu“ (1961), dar nu se prezintă la cursuri pentru că în aceeași vară reușește și la examenul de la Facultatea de Litere din București, pe care o urmează finalizând-o în anul 1965 cu nota maximă. Deoarece lucrarea de diplomă este calificată drept excepțională de către marele profesor Alexandru Piru, este primit ca asistent universitar (1966), opțiune pe care o va refuza în schimbul întoarcerii în locurile natale ca profesor la Liceul Pedagogic, pe care cândva îl absolvise tot cu nota maximă;
- Joacă pe scenele comediei bucureștene, dar se remarcă mai mult ca recitator dramatic și cântăreț, creind cu Luigi Ionescu, căruia îi urma imediat în toate spectacolele, un contrast ce aducea o neașteptată notă de modernitate (1961-1968);
- Urmează cursurile de regie și tehnica interpretării, ale eruditului profesor de actorie și regizor de film Tudor Mărăscu (1965-1968);
- Este premiat cu cea mai mare distincție pe țară șa concursul actorilor recitatori, înaintea actorului George Zamfirescu. Din acest motiv și astăzi unii dintre actori îl consideră ca fiind cel mai bun actor recitator român, din perioada de după război (1968-1970);
- Din anul 1968 începe o neîntreruptă activitate de scriitor în cadrul revistei de satiră și umor „Urzica“, până la desființarea acesteia (în anului 2000), dar și în cadrul altor reviste literare unde, în fiecare an, obține mai multe premii literare printre care „Doctor Humoris Causa“. Se ocupă de mai multe reviste de educație, dar și de filologie, cu lucrări de semaseologie/semantică și studii de literatură comparată. Îngrijește reviste pentru învățământ și conduce în cadrul Casei de Cultură „Negru Vodă“ cenaclul literar „Tudor Mușatescu“ și concursul satiric și de umor cu același nume, fără să lase o clipă din mână echipa de teatru a aceleiași instituții. Propune și susține înființarea festivalului de muzică rock „Posada“, din orașul natal Câmpulung Mușcel, și al cărui nume îl stabilește (1986);
- Începând cu 1980 realizează și emisiunea culturală de la postul de radio al Câmpulungului. Formează mai multe generații de actori amatori, asigurându-le diplome de calificare în domeniul teatrului, unii dintre absolvenți sau doar magnetizati de mișcare, devenind actori profesioniști (Mircea Diaconu, Emil Cortea etc.) În cenaclul condus de el, se detașează cu timpul mișcarea generației nouăzeciste a Argeșului și oblăduiește împreună cu poetul Teodor Dragomirescu, primii pași ai poetei Ileana Mălăncioiu. Artista Maria Cârneci este unul dintre talentele descoperite de Marian Petry în domeniul muzicii populare. De asemenea, simpaticul și truculentul actor de comedie Romică Țociu fiind și el încurajat în primii pași pe scenă, de un prim premiu oferit cu mult curaj de Marian Petry, pentru o interpretare în care comunismul și chiar figura dictatorului erau șarjate pe față în hazul imens al publicului! Revoluționarul cu chitara al Pieței Universității, Cristian Pațurcă, obține primul lui premiu și prima încurajare în vremuri comuniste, tot din mâna lui Marian Petry;
- Din anul 1968 începe activitatea didactică la Liceul de Filologie-Istorie, fost L.C.A., ca profesor de limba și literatura română și literatură universală, obținând în anul 1984 titlul de profesor emerit;
- Se pensionează (1996), dar mai predă încă mulți ani, trecând cumva în revistă toate liceele orașului Câmpulung Muscel. După schimbarea din decembrie 1989, coordonează și publică în câteva ziare locale, printre care Gazeta de Muscel, Muscel Expres etc;
- Suferă o masivă hemoragie cerebrală și stă țintuit la pat aproape opt ani (2005);
- Se stinge din viață la 30 aprilie 2012, după o lungă suferință, la Câmpulung Muscel.

## Volume publicate
- „Soare mai rămâi puțin“, nuvele (Editura Ion Creangă, 1985) – Debut
- „Ireversibil“
- „Caii de război“

## Colaborări
La revistele:
- „Urzica“
- „Luminița“
- „Argeș“